# UV&ヒートプロテクトガラス
UV&ヒートプロテクトガラスとは、AGCが製造・供給している自動車用ガラス「クールベール」の三菱自動車工業の呼称。三菱が主力車種で採用しているほか、日産自動車も「UV・IRカット」の呼称で一部車種に採用している。現在の自動車のガラスはほとんど紫外線を遮る機能があるが、このガラスはさらに赤外線を遮断する機能を備えたものである。

## 概要
主にフロントガラスに用いられる。三菱自動車では一部車種にフロントドアガラスにも用いている。フロントガラス用は合わせガラスの中間層に紫外線と赤外線を吸収する粒子を練り込む。フロントドアガラス用はガラスにその粒子を混ぜ込む。可視光線のみを損失を少なく通過させる。従来赤外線遮断のために薄い金属膜をコーティングしたタイプに比べ、ワイパーなどによる表面摩耗で効果が薄れるという事もない。運転席や助手席乗員の手や顔などのジリジリ感や不快な暑さを軽減し、快適性を向上する効果がある。冷房効率の向上、炎天下駐車時の車内温度の上昇を押さえる効果もある。電波を遮断しないため、ETCの通信機能を阻害せず、レーダー探知機や車載テレビ用のフイルムアンテナが問題なく使える。さらにダッシュボード上に後付などで設置された映像・音響機器の故障率も低減するなど、さまざまな利点がある。
三菱では、2005年に発売した新型SUVのアウトランダーや2006年1月に発売したi（アイ）にも採用され、主力車種で標準化がほぼ完成している。
採用車種のフロントガラスの周囲の不透視部分に「AGC UV&HEAT PROTECT」のロゴが打刻している。しかし、主力車種での標準化が完成した時期以降発売の、2005年10月以降に新発売された新型車やマイナーチェンジ車からはこの打刻は中止され、代わりにガラスのエッジング（メーカーやガラスの銘柄が透視部分に白く小さめに打刻されている部分で、ほとんどの自動車ガラスの下隅部分にある）の最下部に「U」の文字が打刻され、これが唯一の識別点となっている。
新車に装着される以外に補修用（割れたときの交換用）としても販売されている。旭硝子子会社が運営する自動車ガラス専門ネット「グラスピット」で主に取り扱い、多くの車種での特注対応も可能である。
なお、同様なフロントガラスを日本板硝子もGEAR-MANブランドにて販売・施工している。